# Circuito equivalente

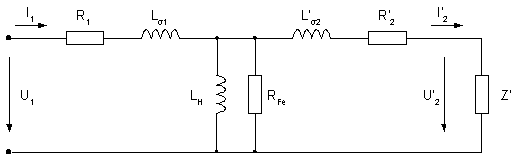
Circuito equivalente de un transformador

En electrónica, un circuito equivalente es un circuito que conserva todas las características eléctricas de un circuito dado. Con frecuencia, se busca que un circuito equivalente sea la forma más simple de un circuito más complejo para así facilitar el análisis.  Por lo general, un circuito equivalente contiene elementos pasivos y lineales. Sin embargo, también se usan circuitos equivalentes más complejos para aproximar el comportamiento no lineal del circuito original. Estos circuitos complejos reciben el nombre de macromodelos del circuito original. Un ejemplo de un macromodelo es el circuito de Boyle para el amplificador operacional 741.
Hay dos circuitos equivalentes que son muy reconocidos:
1. Equivalente de Thévenin
2. Equivalente de Norton

Bajo ciertas condiciones, los circuitos de cuatro terminales, se pueden establecer como un cuadripolo. La restricción de la representación de los circuitos de cuatro terminales es la de un puerto: la corriente entrante de cada puerto debe ser la misma que la corriente que sale por ese puerto. Al linealizar un circuito no lineal sobre su corriente de polarización, se puede representar como un cuadripolo.
Los circuitos equivalentes también pueden describir y modelar las propiedades eléctricas de los materiales o sistemas biológicos como la membrana celular. Este último es modelado como un condensador en paralelo con una combinación de una batería y una resistencia.